# Pohoda (festival)

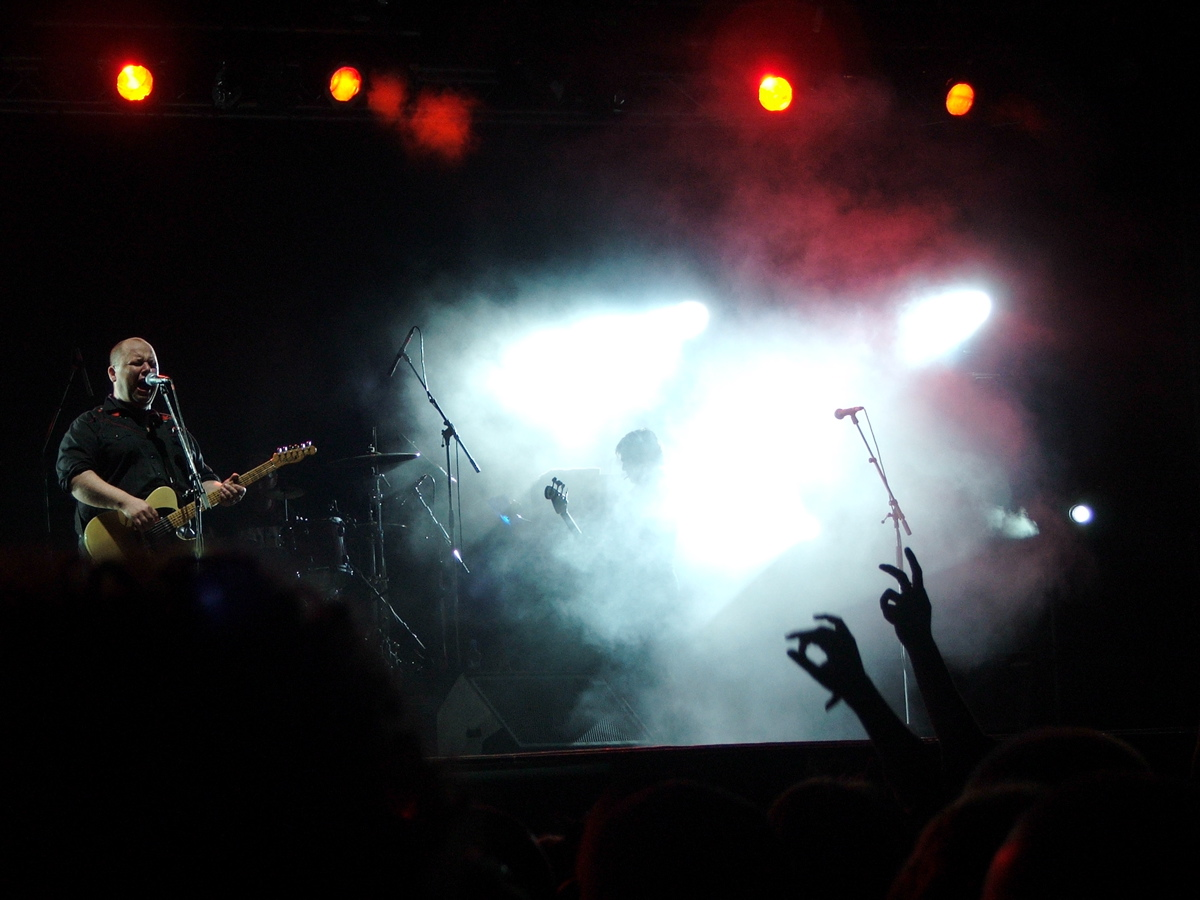
Pixies na festivalu Pohoda 2006

Pohoda je hudební festival konající se v Trenčíně obyčejně v druhém červencovém víkendu.
Od roku 2000 je to největší hudební festival na Slovensku.

## Historie
Festival vznikl roku 1997, místem konání byl Městský stadión Trenčín. Původním záměrem bylo uspořádat malý pohodový festival jako protiváha soudobým velkým koncertům. Tomu odpovídala také návštěvnost – prvního ročníku se zúčastnilo zhruba 2 000 lidí. Počet návštěvníků ale rok od roku rostl, a zatímco další rok to byl jen mírný nárůst na 3 000, roku 2005 denní návštěvnost dosáhla 25 000 lidí.
Ročníky 1998 až 2003 se konaly v Areálu Pod Sokolicami a od roku 2004 se uskutečňuje na Vojenském letišti Trenčín.
V posledních letech festival přinesl na Slovensko interprety jako například The Prodigy, Pendulum, Garbage, The Cardigans, Kraftwerk, Bloc Party, The Smashing Pumpkins, Joan Baezová, Moloko, Morcheeba, Manu Chao, Björk, Death Grips, Fatboy Slim, Chase & Status, Public Enemy, Aloe Blacc, Patti Smith, PJ Harvey nebo Cesária Évora. Festival se specializuje na world music a alternativní hudební formy.
V roce 2009 se kvůli silnému větru zhroutil stan, jednoho člověka zabil a 25 dalších zranil. Festival byl následně předčasně ukončen.